# Burn After Reading
Pour plus de détails, voir Fiche technique et Distribution.
Burn After Reading ou Lire et détruire au Québec est un film américano-britannico-français écrit et réalisé par Joel et Ethan Coen et sorti en 2008. Ce treizième film des frères Coen marque leur retour à la comédie après le très sombre No Country for Old Men.
Il a été présenté en ouverture de la Mostra de Venise 2008. Il reçoit des critiques globalement positives et enregistre de bons résultats au box-office.

## Synopsis
Osbourne Cox, analyste à la CIA, est poussé à la démission en raison de son comportement caractériel et des problèmes professionnels que cause son alcoolisme chronique.
Quand il se résout à expliquer la situation à sa femme Katie, pédiatre sèche et acariâtre, qui s'inquiète des conséquences financières de ce désœuvrement inattendu, il explique qu'il profitera de ce temps libre pour écrire ses mémoires. 
Katie, qui entretient par ailleurs une liaison discrète avec Harry Pfarrer, un bellâtre egocentrique coureur de jupons et un peu paranoïaque, décide de préparer son divorce. Son avocat lui conseillant de rassembler un maximum d'éléments pour son dossier, elle copie sur disque compact le contenu de l'ordinateur de son mari, qui contient non seulement ses relevés bancaires, mais aussi l'ébauche de ses futures mémoires.

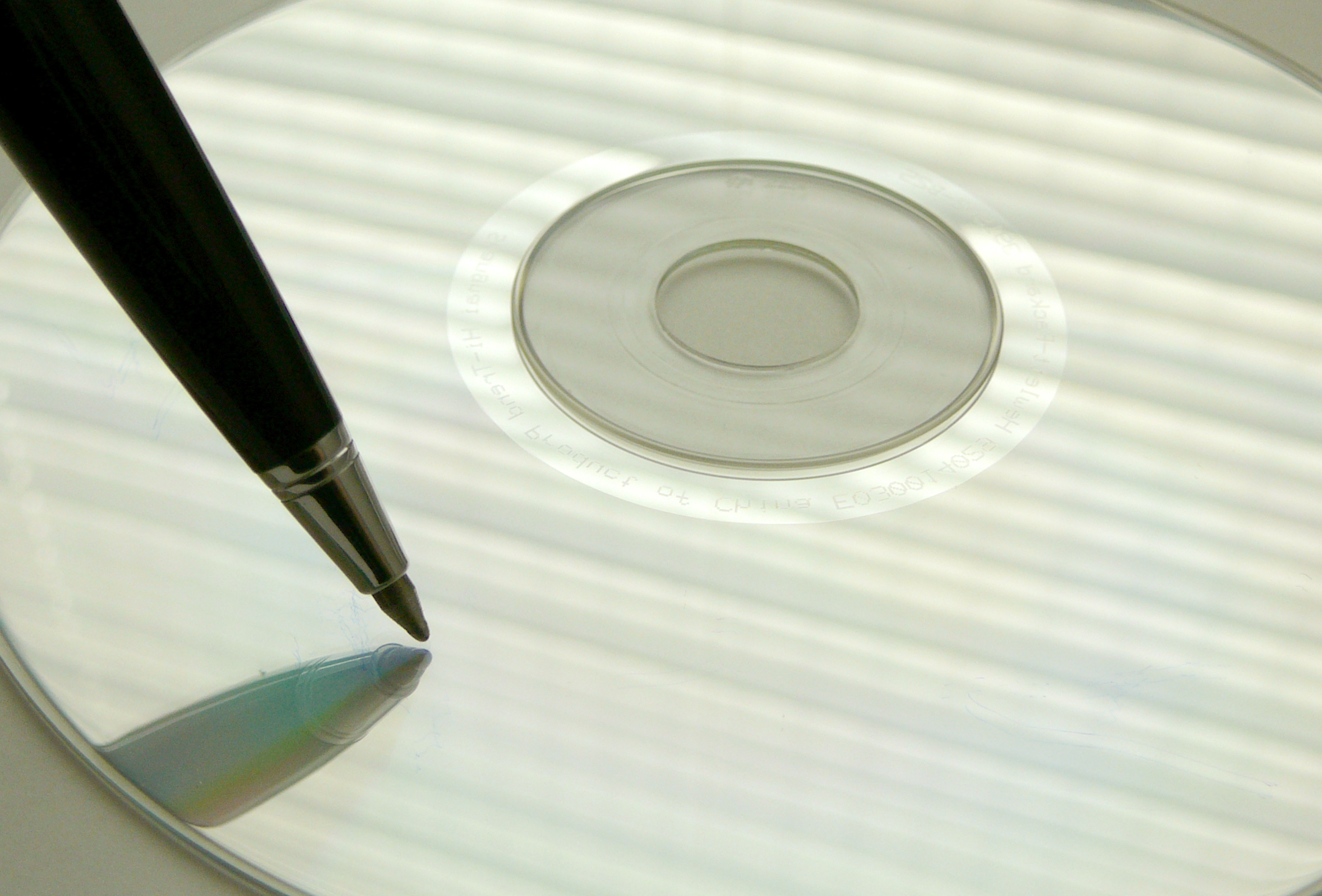
L'intrigue de Burn After Reading débute par un quiproquo au sujet du contenu d'un disque compact.

Peu après, une copie de ce disque, égarée par la secrétaire de l'avocat dans le centre de remise en forme qu'elle fréquente, atterrit entre les mains de Chad Feldheimer, un animateur du centre à la cervelle d'oiseau. Devant son patron Ted Treffon et sa collègue Linda Litzke, il s'ébaubit devant les comptes et les ébauches de mémoires qu'il prend pour des documents top secret. 
Mais Ted préfère ne rien savoir de cette affaire et Linda a d'autres priorités. En effet, cette dernière voudrait avant tout pouvoir se payer quatre opérations de chirurgie esthétique, qu'elle juge indispensables à l'épanouissement de sa vie sentimentale. Profondément angoissée par son corps, elle ne s'aperçoit même pas que son patron, Ted Treffon, est follement amoureux d'elle. 
Après s'être inscrite sur un site de rencontres, Linda finit par nouer une liaison avec Harry Pfarrer, dragueur toujours aussi impénitent, qui lui ment sur son mariage et tait ses multiples aventures extraconjugales. Linda tombe sous le charme de Harry, qui sait mettre en valeur sa prestance physique, entretenue grâce à une pratique assidue de la course à pied, son passé de garde du corps et ses fonctions actuelles de marshal fédéral. 
Quelques jours plus tard, un Chad surexcité déboule chez Linda en pleine nuit et lui déclare qu'il a découvert l'identité du propriétaire du CD. Après avoir demandé à Linda de décrocher son deuxième téléphone pour écouter la conversation, il appelle Osbourne et lui propose de lui rendre ses données ultrasensibles contre 50 000 $. Ce premier contact improvisé se passe très mal et une rencontre physique est organisée. Mais celle-ci se déroule plus mal encore : Osbourne, loin de donner les 50 000 $, menace Chad, puis le frappe au nez. Exaspérée par ce refus, Linda percute la voiture d'Osbourne, puis emmène Chad à l'ambassade de Russie, où elle tente de monnayer ces informations « top secret » et en prétendant pouvoir en fournir d'autres. 
En rentrant chez elle, Katie retrouve leur voiture cabossée et son mari ivre-mort avachi sur un fauteuil. C'en est trop pour elle : furieuse, elle profitera d'une absence de son époux pour changer la serrure de la maison et le mettre ainsi à la porte.
Linda et Chad, dépités, constatent que personne ne semble vouloir leur donner quoi que ce soit pour leurs fameuses informations. Linda dit alors à Chad de se rendre chez Osbourne, où il doit y avoir d'autres secrets susceptibles d'intéresser les Russes. 
Chad patiente près du domicile des Cox, jusqu'au moment où il voit Katie et Harry sortir de la maison ; il se faufile à l'intérieur et explore la demeure. Bredouille, il s'apprête à sortir quand il entrevoit une silhouette derrière la vitre de la porte d'entrée ; il monte dans une chambre, se réfugie dans l'armoire à vêtements, et observe discrètement Harry. Tout à coup, Harry ouvre la penderie pour ranger son pistolet et y découvre Chad. Effrayé par la présence inattendue de cet inconnu, il tire sur Chad et le tue.
Harry, déjà bouleversé à l'idée d'avoir abattu un homme, voit ses autres repères s'effondrer tour à tour : il se dispute avec Katie, il apprend que son épouse a chargé un cabinet d'avocats de réunir des preuves d'adultère, et il découvre Linda complètement paniquée de ne plus avoir de nouvelles de Chad. 
Linda retrouve Harry dans un jardin public et lui indique le dernier endroit où Chad s'était rendu. Stupéfait, Harry constate que l'adresse correspond à celle d'Osbourne, là où il a abattu un homme non identifié. Pris de paranoïa, Harry crie à Linda « Mais qui es-tu ? », puis s'enfuit après avoir cru être cerné par des hommes en train de le surveiller (alors que ce sont des agents de la CIA qui suivent Linda).
Stupéfaite et désespérée, Linda s'adresse finalement à Ted Treffon qui, pour lui prouver son amour, se résigne à aller à son tour chez les Cox voir s'il retrouve trace de Chad.
Pendant ce temps, sur le bateau de plaisance où il habite désormais, Osbourne découvre que Katie a vidé ses comptes bancaires. Fou de rage, il saisit une hachette et retourne chez lui. Il fracasse la porte de la maison conjugale et entre pour récupérer ses affaires. Soudain alerté par un bruit, il va chercher un pistolet, redescend à pas de loup au sous-sol et surprend Ted Treffon. Croyant d'abord tenir l'amant de sa femme, puis réalisant qu'il a affaire à une connaissance de Chad et de Linda, il tire. Blessé, Ted réussit néanmoins à rejoindre la rue avant d'être rattrapé par Osbourne, qui l'achève à coups de hache.
Quelques jours plus tard, au siège de la CIA, l'ancien patron d'Osbourne Cox, Palmer Smith, fait le point avec son supérieur hiérarchique : Chad et Ted Treffon sont morts ; Osbourne Cox, grièvement blessé par l'agent de la CIA qui surveillait son domicile, est dans le coma ; Harry a été interpellé alors qu'il tentait de s'envoler pour le Venezuela (pays qui n'a pas d'accord d'extradition avec les États-Unis) et Linda, enlevée par la CIA, promet de tout oublier si on finance ses opérations de chirurgie esthétique. Le supérieur de Palmer, désireux de clore cette affaire et soucieux qu'aucun autre service ne vienne s'en mêler, décide de laisser partir Harry et de régler les frais médicaux de Linda. En refermant le dossier, les deux officiers de la CIA admettent qu'ils n'ont rien compris à cette histoire de fous. 

## Personnages
Osbourne Cox : marié à une femme sèche et cassante qui le méprise et le trompe, est un alcoolique chronique volontiers irascible, voire violent. Analyste de niveau 3 à la CIA, il est déclassé dans son travail. Devenu ingérable, il est doucement poussé vers la sortie par ses supérieurs. Les circonstances vont faire de lui le meurtrier d’un parfait inconnu.
Harry Pfarrer : ancien garde du corps, il exerce désormais dans la police de proximité. Coureur de jupon invétéré, il saute sur tout ce qui bouge en écumant les cœurs esseulés sur Internet. Il est ainsi devenu l’amant de l’intransigeante Katie, la femme d’Osbourne. Soucieux de son apparence, il entretient son corps - son outil de travail en quelque sorte - en faisant du jogging à tout moment, notamment après avoir fait l’amour. Un peu parano, il se croit épié et n’a pas tout à fait tort car sa femme a chargé une agence de filature de préparer à son encontre un divorce pour faute.
Katie Cox : rigide et autoritaire, elle exerce le métier de pédiatre bien qu’elle n’aime pas les enfants. Elle méprise son mari et s’est laissé séduire par ce beau parleur de Harry Pfarrer, mais naturellement, et elle l'en prévient : « pas pour la bagatelle ».
Linda Litzke : employée dans une salle de gym, elle pense que son corps défraichi lui porte préjudice sur le plan relationnel et met tous ses espoirs dans la chirurgie esthétique pour trouver l’homme de sa vie sans s’apercevoir que Ted Treffon, son chef, n’a d’yeux que pour elle. Après tant d’autres, elle va tomber dans les filets de Harry Pfarrer.
Chad Feldheimer : jeune collègue de Linda, léger et superficiel, aide celle-ci à faire chanter Osbourne pour obtenir les fonds qui permettrait à Linda de faire appel à la chirurgie esthétique. Son irresponsabilité va lui coûter la vie.
Ted Treffon : terne quinquagénaire et gérant du club de gym, est amoureux transi de Linda à laquelle il n’ose avouer sa flamme, amour qui, pour platonique qu’il soit, va néanmoins le conduire à la mort.

## Fiche technique
- Titre original et français : Burn After Reading
- Titre québécois : Lire et détruire
- Réalisation et scénario : Joel et Ethan Coen
- Musique : Carter Burwell
- Décors : Jess Gonchor
- Costumes : Mary Zophres
- Photographie : Emmanuel Lubezki
- Montage : Joel et Ethan Coen (crédités sous le pseudonyme de Roderick Jaynes)
- Production : Tim Bevan, Eric Fellner, Joel et Ethan Coen
- Sociétés de production : Working Title Films, Studiocanal, Mike Zoss Productions et Relativity Media
- Sociétés de distribution : Focus Features (États-Unis), Studiocanal (France)
- Budget : 37 millions de dollars[1]
- Pays de production :  États-Unis,  Royaume-Uni,  France
- Langue originale : anglais
- Format : couleur — 35 mm — 1,85:1 — son SDDS / Dolby Digital / DTS
- Genre : comédie noire, espionnage
- Durée : 96 minutes
- Dates de sortie[2] :
  - Italie : 27 août 2008 (film d'ouverture de la Mostra de Venise 2008[3])
  - États-Unis : 12 septembre 2008
  - France : 10 décembre 2008
- Classification[4] :
  - États-Unis : R
  - France : tous publics

## Distribution
- George Clooney (VF : Samuel Labarthe ; VQ : Daniel Picard) : Harry Pfarrer
- Frances McDormand (VF : Nanou Garcia ; VQ : Christine Séguin) : Linda Litzke, employée de Hardbodies Fitness
- Brad Pitt (VF : Jonathan Cohen ; VQ : Alain Zouvi) : Chad Feldheimer, employé du centre de gym, collègue et ami de Linda
- John Malkovich (VF : François Marthouret ; VQ : Luis de Cespedes) : Osbourne Cox, agent de la CIA
- Tilda Swinton (VF : Catherine Wilkening ; VQ : Nathalie Coupal) : Katie Cox, femme d'Osbourne, médecin
- Richard Jenkins (VF : Bernard Crombey ; VQ : Jean-Marie Moncelet) : Ted Treffon, gérant du club de gym, amoureux de Linda
- Elizabeth Marvel (VF : Marjorie Frantz ; VQ : Sophie Faucher) : Sandy Pfarrer, épouse de Harry
- David Rasche (VF : Luc-Antoine Diquéro ; VQ : Denis Mercier) : Palmer Smith, supérieur d'Osbourne Cox à la CIA
- J. K. Simmons (VF : Philippe Faure ; VQ : Pierre Chagnon) : supérieur de Palmer Smith à la CIA
- Olek Krupa : Krapotkin, contact de Linda à l'ambassade de Russie
- J.R. Horne (VQ : Marc Bellier) : avocat de Katie Cox pour le divorce
- Jeffrey DeMunn (VF : Georges Claisse ; VQ : Claude Préfontaine) : chirurgien esthétique qui conseille Linda
- Raul Arañas : Manolo, employé qui découvre le disque compact
- Kevin Sussman : employé du cabinet d'avocats chargé de filer Harry Pfarrer
- Armand Schultz : Olson, agent à la CIA
- Hamilton Clancy : Peck, agent à la CIA
- Jacqueline Wright : Monica, autre partenaire de Harry
- Michael Countryman : Alan
- Brian O'Neill : Hal

## Production

### Genèse et développement
Les frères Coen écrivent le scénario de cette comédie en parallèle de celui de leur précédent long métrage, beaucoup plus sombre, No Country for Old Men. Joel Coen déclare : « Nous avons écrit le script de Burn after reading à peu près au moment où nous étions en train de travailler sur l'adaptation de No Country for Old Men ». Joel Coen ajoute que « L'idée de ce film est partie de notre envie d'écrire des rôles différents pour des acteurs et actrices que nous connaissions bien. Nous pensions que ce serait amusant de confronter George Clooney, Richard Jenkins, Frances McDormand et Brad Pitt ». Ils voulaient également explorer l'univers du film d'espionnage. Ethan Coen explique : « S'il faut donner à ce film une étiquette, on peut dire que c'est une comédie. Nous en avons déjà fait plusieurs. Mais l'univers de Washington, des espions et des intrigues… tout ça, c'est nouveau pour nous ». Joel Coen précise que la dernière tentative des deux frères d'explorer le domaine de l'espionnage est ancienne : elle remonte à l'époque où ils avaient adapté en Super 8 un livre d'Allen Drury, Advise and Consent (porté à l'écran dès 1962 dans Tempête à Washington par Otto Preminger).

### Attribution des rôles
Ce film marque la troisième collaboration de Richard Jenkins avec les deux frères, après The Barber (2001) et Intolérable Cruauté (2003). Frances McDormand, la femme de Joel Coen, est quant à elle déjà apparue dans six autres de leurs films, notamment Fargo, dans lequel elle tenait le premier rôle, celui d'une femme flic enceinte, qui lui valut l'Oscar de la meilleure actrice en 1997. Joel et Ethan Coen retrouvent également George Clooney, après O'Brother (2000) et Intolérable Cruauté (2003).

### Tournage
Le tournage se déroule principalement autour de Washington et de New York, car les réalisateurs voulaient rester près de chez eux et parce que George Clooney travaillait sur un autre film. Le bâtiment servant de décor pour le centre de fitness est situé à Paramus, dans le New Jersey,.
Pour la première fois depuis 1991, les frères Coen n'ont pas collaboré avec le directeur de la photographie anglais Roger Deakins, occupé à d'autres projets, et ont choisi le mexicain Emmanuel Lubezki.

### Bande originale
Bandes originales des films des frères Coen
No Country for Old Men
(2007) A Serious Man
(2009)
La bande originale est composée par Carter Burwell, qui a travaillé sur tous les films précédents des frères Coen, excepté O'Brother.
La chanson du générique de fin est CIA Man du groupe de rock américain The Fugs.
| Liste des titres | Liste des titres              | Liste des titres | Liste des titres | Liste des titres | Liste des titres | Liste des titres | Liste des titres | Liste des titres | Liste des titres |
| No               | Titre                         | Durée            |                  |                  |                  |                  |                  |                  |                  |
| ---------------- | ----------------------------- | ---------------- | ---------------- | ---------------- | ---------------- | ---------------- | ---------------- | ---------------- | ---------------- |
| 1.               | Earth Zoom (In)               | 1:20             |                  |                  |                  |                  |                  |                  |                  |
| 2.               | A Higher Patriotism           | 1:36             |                  |                  |                  |                  |                  |                  |                  |
| 3.               | Linda Looks For Love (Part 1) | 1:40             |                  |                  |                  |                  |                  |                  |                  |
| 4.               | Night Running                 | 2:26             |                  |                  |                  |                  |                  |                  |                  |
| 5.               | Building the Chair            | 1:02             |                  |                  |                  |                  |                  |                  |                  |
| 6.               | Rendezvous                    | 0:45             |                  |                  |                  |                  |                  |                  |                  |
| 7.               | Opportunity                   | 1:40             |                  |                  |                  |                  |                  |                  |                  |
| 8.               | Plan B                        | 1:18             |                  |                  |                  |                  |                  |                  |                  |
| 9.               | Seating                       | 2:02             |                  |                  |                  |                  |                  |                  |                  |
| 10.              | Homeless                      | 0:55             |                  |                  |                  |                  |                  |                  |                  |
| 11.              | Harry Looks for Love          | 0:31             |                  |                  |                  |                  |                  |                  |                  |
| 12.              | Breaking and Entering         | 3:41             |                  |                  |                  |                  |                  |                  |                  |
| 13.              | I Killed a Spook              | 1:15             |                  |                  |                  |                  |                  |                  |                  |
| 14.              | After the Loving              | 0:56             |                  |                  |                  |                  |                  |                  |                  |
| 15.              | Tuchman Marsh                 | 1:45             |                  |                  |                  |                  |                  |                  |                  |
| 16.              | Carrots / Shot                | 1:04             |                  |                  |                  |                  |                  |                  |                  |
| 17.              | Linda Looks For Love (Part 2) | 1:19             |                  |                  |                  |                  |                  |                  |                  |
| 18.              | Who Are You?                  | 1:07             |                  |                  |                  |                  |                  |                  |                  |
| 19.              | How is this Possible?         | 2:17             |                  |                  |                  |                  |                  |                  |                  |
| 20.              | Negativity                    | 1:00             |                  |                  |                  |                  |                  |                  |                  |
| 21.              | The Struggle for Ebullience   | 1:35             |                  |                  |                  |                  |                  |                  |                  |
| 22.              | Intruder!                     | 3:22             |                  |                  |                  |                  |                  |                  |                  |
| 23.              | Earth Zoom (Out)              | 1:22             |                  |                  |                  |                  |                  |                  |                  |
| 35:58            |                               |                  |                  |                  |                  |                  |                  |                  |                  |

## Accueil

### Critique
Sur l’agrégateur de critiques Rotten Tomatoes, le film obtient 78% d'avis favorables pour 248 critiques et une note moyenne de 6,9⁄10. Le consensus suivant résume les critiques compilées par le site : « Avec Burn After Reading, les frères Coen ont conçu une autre comédie/thriller intelligente avec une intrigue extravagante et des personnages mémorables ». Sur Metacritic, qui utilise une moyenne pondérée, le film obtient une note de 63⁄100 pour 37 critiques.
Sur le site AlloCiné, qui recense 27 critiques de presse, le film obtient la note moyenne de 3,7⁄5
.

### Box-office
| Pays ou région     | Box-office        | Date d'arrêt du box-office | Nombre de semaines |
| ------------------ | ----------------- | -------------------------- | ------------------ |
| États-Unis, Canada | 60 355 347 $      | 25 décembre 2008           | 15                 |
| France             | 1 458 345 entrées | -                          | -                  |
| Total mondial      | 163 728 902 $     |                            |                    |

## Distinctions principales
Sources et distinctions complètes : Internet Movie Database 

### Récompenses
- National Board of Review Awards 2008 : Top Ten Films
- San Diego Film Critics Society Awards 2008 : prix spécial pour Richard Jenkins (également pour les films The Visitor, Frangins malgré eux et La Légende de Despereaux
- Festival de Saint-Sébastien 2008 : Prix du public

### Nominations
- Golden Globes 2008
  - meilleur film musical ou de comédie
  - meilleure actrice dans un film musical ou une comédie pour Frances McDormand
- BAFTA 2008
  - meilleur scénario original
  - meilleur acteur dans un second rôle pour Brad Pitt
  - meilleure actrice dans un second rôle pour Tilda Swinton
- Empire Awards 2009 : meilleure comédie

## Analyse

### Trilogie des idiots
Ce film clôt la « trilogie des idiots » des frères Coen, trois films avec George Clooney : O'Brother (2000), Intolérable Cruauté (2003) et, donc, Burn After Reading. L'acteur précise : « Les Coen inventent toujours chez mes personnages quelque chose qui les obsède. Dans O'Brother, c'étaient les cheveux. Dans Intolérable Cruauté, c'étaient les dents. Pour Burn After Reading, c'était… vous le verrez bien ! »

### Titre du film
Le titre du film renvoie aux mémoires d'un ancien directeur de la CIA, Stansfield Turner, intitulés Burn Before Reading: Presidents, CIA Directors, and Secret Intelligence. Bien que le héros du film soit un agent de la CIA qui travaille à l'écriture d'un livre de souvenirs, les deux œuvres n'ont aucun autre lien.
L'intérêt du film tournant autour d'un CD, le titre du film a un double sens : l'anglais « burn » signifiant « graver » quand il s'agit d'un disque vierge pour conserver les informations. Ce qui est l'inverse de « burn » signifiant « brûler » pour détruire toutes les informations.